# Giro di Puglia 1996
Il Giro di Puglia 1996, ventitreesima edizione della corsa, si svolse dal 1° al 4 ottobre 1996 su un percorso totale di 744 km, ripartiti su 4 tappe. La vittoria fu appannaggio dell'italiano Fabrizio Guidi, precedendo i connazionali Francesco Casagrande e Stefano Colagè.

## Tappe
| Tappa  | Data       | Percorso                        | km  | Vincitore di tappa   | Leader cl. generale |
| ------ | ---------- | ------------------------------- | --- | -------------------- | ------------------- |
| 1ª     | 1º ottobre | Bari > Alberobello              | 173 | Johan Museeuw        | Johan Museeuw       |
| 2ª     | 2 ottobre  | Ceglie Messapica > Lecce        | 187 | Fabrizio Guidi       | ?                   |
| 3ª     | 3 ottobre  | Gallipoli > Cisternino          | 212 | Francesco Casagrande | ?                   |
| 4ª     | 4 ottobre  | Martina Franca > Martina Franca | 172 | Giovanni Lombardi    | Fabrizio Guidi      |
| Totale | Totale     | Totale                          | 744 |                      |                     |

## Dettagli delle tappe

### 1ª tappa
- 1º ottobre: Bari > Alberobello – 173 km

Risultati
| Pos. | Corridore     | Squadra  | Tempo    |
| ---- | ------------- | -------- | -------- |
| 1    | Johan Museeuw | Mapei-GB | 4h53'14" |

| Pos. | Corridore     | Squadra  | Tempo |
| ---- | ------------- | -------- | ----- |
| 1    | Johan Museeuw | Mapei-GB | ?     |

### 2ª tappa
- 2 ottobre: Ceglie Messapica > Lecce – 187 km

Risultati
| Pos. | Corridore      | Squadra        | Tempo    |
| ---- | -------------- | -------------- | -------- |
| 1    | Fabrizio Guidi | Scrigno-Gaerne | 4h49'38" |

### 3ª tappa
- 3 ottobre: Gallipoli > Cisternino – 212 km

Risultati
| Pos. | Corridore            | Squadra     | Tempo    |
| ---- | -------------------- | ----------- | -------- |
| 1    | Francesco Casagrande | Saeco-Estro | 5h38'38" |

### 4ª tappa
- 4 ottobre: Martina Franca > Martina Franca – 172 km

Risultati
| Pos. | Corridore         | Squadra       | Tempo    |
| ---- | ----------------- | ------------- | -------- |
| 1    | Giovanni Lombardi | Mercatone Uno | 4h25'26" |

## Classifiche finali

### Classifica generale
| Pos. | Corridore            | Squadra               | Tempo |
| ---- | -------------------- | --------------------- | ----- |
| 1    | Fabrizio Guidi       | Scrigno-Gaerne        | ?     |
| 2    | Francesco Casagrande | Saeco-Estro           | ?     |
| 3    | Stefano Colagè       | Refin-Mobilvetta      | ?     |
| 4    | Felice Puttini       | Refin-Mobilvetta      | ?     |
| 5    | Jon Odriozola        | Gewiss-Playbus        | ?     |
| 6    | Richard Virenque     | Festina               | ?     |
| 7    | Oscar Camenzind      | Panaria-Vinavil       | ?     |
| 8    | Claudio Chiappucci   | Carrera-Longoni Sport | ?     |
| 9    | Fabio Roscioli       | Refin-Mobilvetta      | ?     |
| 10   | Nicola Miceli        | Glacial-Selle Italia  | ?     |